# Карасёв, Николай Алексеевич
Николай Алексеевич Карасёв (род. 29 ноября 1939, Москва) — советский легкоатлет, специалист по толканию ядра. Выступал за сборную СССР по лёгкой атлетике в 1960-х годах, чемпион Европейских легкоатлетических игр, серебряный призёр чемпионата Европы, многократный победитель первенств национального значения, участник летних Олимпийских игр в Токио. Представлял Москву и Вооружённые силы.

## Биография
Николай Карасёв родился 29 ноября 1939 года в Москве.
Впервые заявил о себе на взрослом всесоюзном уровне в сезоне 1962 года, когда стал бронзовым призёром в толкании ядра на чемпионате СССР в Москве.
В 1963 году на чемпионате страны в рамках III летней Спартакиады народов СССР выиграл серебряную медаль.
На чемпионате СССР 1964 года в Киеве превзошёл всех соперников в толкании ядра и завоевал золото. Благодаря череде удачных выступлений удостоился права защищать честь страны на летних Олимпийских играх в Токио — толкнул здесь ядро на 18,86 метра, расположившись в итоговом протоколе соревнований на шестой строке.
В 1965 году одержал победу на чемпионате СССР в Алма-Ате, был лучшим в личном и командном зачётах на Кубке Европы в Штутгарте, стал серебряным призёром на Универсиаде в Будапеште.
На чемпионате СССР 1966 года в Днепропетровске вновь выиграл толкание ядра, тогда как на чемпионате Европы в Будапеште в той же дисциплине получил серебро.
В 1967 году добавил в послужной список победы на чемпионате страны в рамках IV летней Спартакиады народов СССР в Москве и на Европейских легкоатлетических играх в Праге.
В 1968 году на Европейских легкоатлетических играх в Мадриде взял бронзу.
На чемпионате СССР 1969 года в Киеве в очередной раз превзошёл всех оппонентов, в то время как на чемпионате Европы в Афинах с результатом в 18,71 метра стал в финале восьмым.
В июле 1970 года в матчевой встрече со сборной США в Ленинграде установил свой личный рекорд в толкании ядра — 19,74 метра, позже на чемпионате СССР в Минске стал серебряным призёром, уступив Эдуарду Гущину.